# Árnason
Árnason (auch Arnason) ist ein vorwiegend isländischer Name.

## Bedeutung
Der Name ist ein Patronym und bedeutet Sohn des Árni. Die weibliche Entsprechung ist Árnadóttir (Tochter des Árni).

## Namensträger
- Árni Már Árnason (* 1987), isländischer Schwimmer
- Árni Páll Árnason (* 1966), isländischer Politiker
- Árni Þór Árnason (* 1961), isländischer Skirennläufer
- Birkir Árnason (* 1987), isländischer Eishockeyspieler
- Hjalti Árnason (* 1963), isländischer Strongman
- Hörður Árnason (* 1989), isländischer Fußballspieler
- Jóhann Páll Árnason (* 1940), isländischer Soziologe, Philosoph und Hochschullehrer
- Jón Árnason (Bischof) (1665–1743), isländischer Bischof von Skálholt
- Jón Árnason (Autor) (1819–1888), isländischer Autor und Sammler von Märchen und Sagen
- Jón Gunnar Árnason (1931–1989), isländischer Bildhauer
- Jón Loftur Árnason (* 1960), isländischer Schachspieler
- Jónas Árnason (1923–1998), isländischer Politiker und Schriftsteller
- Kári Árnason (Fußballspieler, 1944) (* 1944), isländischer Fußballspieler
- Kári Árnason (Fußballspieler, 1982) (* 1982), isländischer Fußballspieler
- Magnús Á. Árnason (1894–1980), isländischer Maler, Bildhauer, Komponist und Übersetzer
- Örn Árnason (* 1959), isländischer Schauspieler
- Sigurður Árnason (* 1990), isländischer Eishockeyspieler
- Vilhjálmur Árnason (Philosoph) (* 1953), isländischer Philosoph
- Vilhjálmur Árnason (Politiker) (* 1983), isländischer Politiker (Unabhängigkeitspartei)
- Þorvaldur Árnason (* 1982), isländischer Fußballschiedsrichter